# Нехтон III
Нехтон III (гэльск. Nechtan mac Der-Ilei; умер после 729) — король пиктов (706—724) и (726—729), брат Бруде IV.

## Биография
«Анналы Ульстера» сообщают, что Нехтон был сыном знатного ирландца Даргарта мак Финнгуина, умершего в 686 году.
Беда Достопочтенный утверждает, что отношения между пиктами и Нортумбрией в это время были мирными, но «Анналы Ульстера» зафиксировали сражение между ними в 711 году при Маг-Манонне. Пикты тогда потерпели поражение, и в этом бою погиб Фингуин — родственник короля.
Возможно, после этого Нехтон решил положить конец пограничным конфликтам с Нортумбрией и сделать её своим союзником. С помощью умелой дипломатии он добился перемен и в политической, и в религиозной обстановке, обратившись к нортумбрийской церкви за помощью в решении вопроса о праздновании Пасхи. Тем самым Нехтон отказался от точки зрения ирландской церкви и принял сторону официального Рима. Достигнутые таким образом добрососедские отношения между пиктами и нортумбрийским королевством продлились долго и были официально подтверждены преемником Нехтона.
Отказавшись от христианства по ирландскому образцу, Нехтон в 717 году изгнал из своего королевства ирландских монахов. Примерно в то же время аббат Кеолфрид послал к пиктам каменщиков и строителей для возведения новых церквей. Построенные храмы в Росмарки, Раффусе и Рестеннете были посвящены апостолу Петру, святому покровителю королевства пиктов.
В правление Нехтона в королевстве пиктов появились первые признаки внутреннего напряжения. Ирландские хронисты отмечают, что в 713 году брат Нехтона, Киниод, был убит правителем области Атолл. Нехтон сразу отреагировал на это, заключив убийцу под стражу, и это немедленное наказание как будто предотвратило все возможные междоусобицы ещё на десять лет.
Ирландские анналы сообщают, что в 724 году Нехтон ушёл в монастырь и ему наследовал Дрест VII. Вполне возможно, что Нехтон оставил королевский престол добровольно, но в следующем году сын нового пиктского короля оказался в плену, а ещё год спустя был захвачен и сам Нехтон. Поэтому можно допустить, что с самого начала Нехтон находился под давлением. Правление Дреста оказалось непродолжительным, поскольку в 726 году он был свергнут Альпином I.
Некоторое время спустя Нехтон и Альпин сошлись в так называемой «Прискорбной битве» в месте, которое называлось Каслен-Креди. Нехтон её выиграл. Эта победа дала ему достаточный повод снова провозгласить себя «королём пиктов».
Однако в 729 году произошло столкновение Нехтона с ещё одним кандидатом на пиктский престол Энгусом. Сражение между ними, как сообщают хроники, произошло при Монит-Карно близ озера Логда. Нехтон здесь потерпел поражение, а Энгус стал новым королём.